# Michaela Eichwald

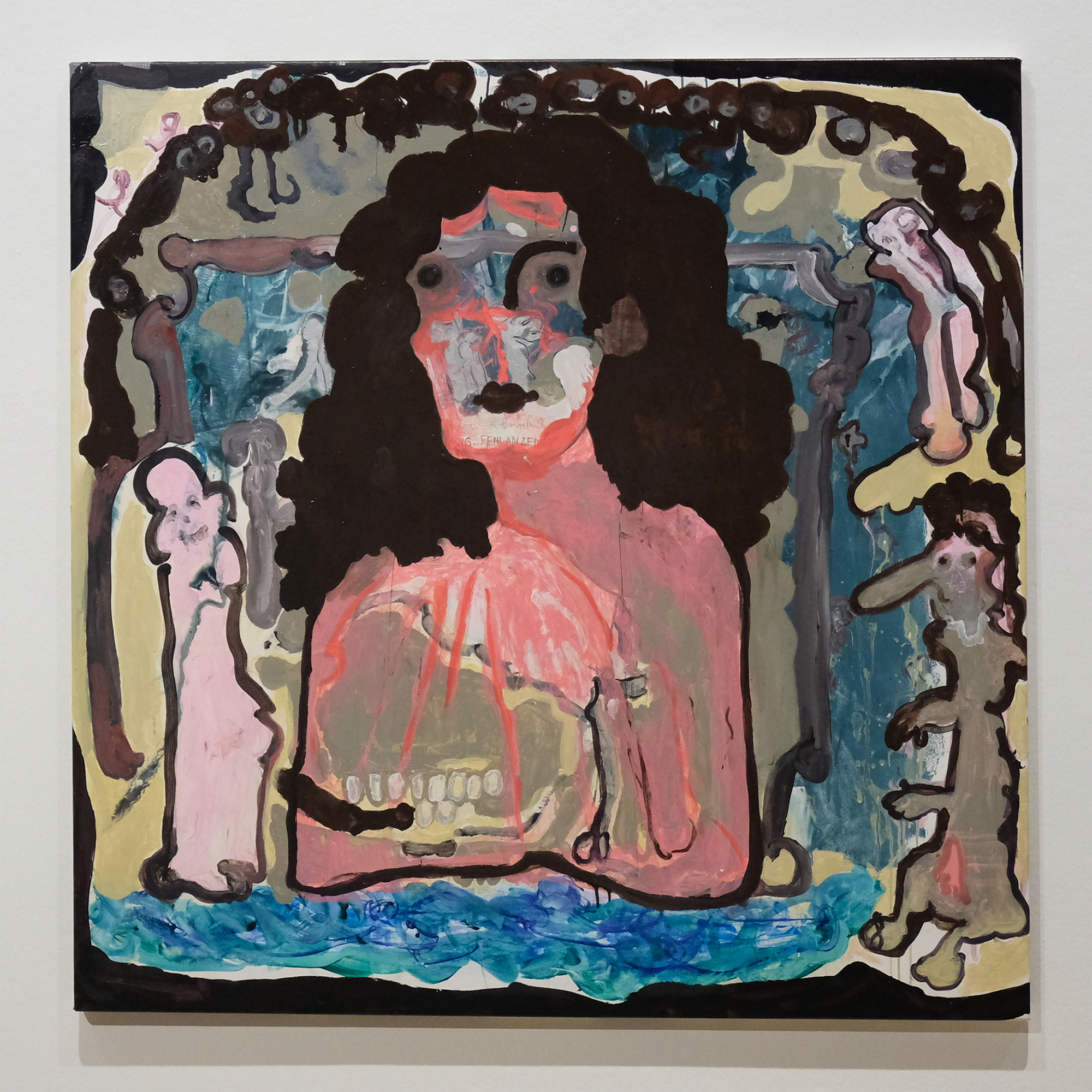
„Heilige Madonna ohne Kind mit Spenderehepaar“ (2020)

Michaela Eichwald (* 1967 in Gummersbach) ist eine deutsche Künstlerin, die hauptsächlich im Bereich Malerei und Skulptur tätig ist, aber auch mit Text und Fotografie arbeitet.

## Leben und Werk
Eichwald studierte ab 1987 Philosophie, Geschichte, Kunstgeschichte und deutsche Philologie in Köln. Sie bewegte sich in der dortigen Kunstszene im Umfeld der Zeitschriften Texte zur Kunst und Spex, und schrieb ab 1989 Texte und Lyrik. Außerdem realisierte sie Filmprojekte und fotografierte. Dabei arbeitete sie allein oder mit anderen im Kollektiv. Ab Anfang der 1990er Jahre stand sie im engen gedanklichen Austausch mit z. B. Cosima von Bonin, Jutta Koether und Kai Althoff. Im Alter von 30 Jahren entschied sie sich dazu, bildende Künstlerin zu werden und hatte seither weltweit zahlreiche Einzelausstellungen. Seit 2008 lebt Eichwald in Berlin.
Die Künstlerin verfolgt in ihrem Werk einen interdisziplinären Ansatz. Sie verbindet Malerei, Collagen und skulpturale Arbeiten in unterschiedlichen Formaten mit Text in Form von z. B. mittelalterlicher Mystik, zeitgenössischer Lyrik oder mit Stilblüten. Typisch für Eichwalds Werk ist der Einsatz ungewöhnlicher Trägermaterialien wie bedruckte Leinwand, PVC oder Kunstleder, die sie mit Acryl, Öl, Tempera, Sprühfarbe, Beize, Graphit, Firnis und Lack bearbeitet. Für ihre Skulpturen verwendet sie u. a. Hühnerknochen, Radiergummis oder Süßigkeiten, die beispielsweise in Epoxidharz gegossen werden. Ihre Arbeiten, die typischerweise einen ironischen oder selbstironischen Unterton haben, beziehen sich oft auf Theologie, Philosophie, Kunstgeschichte und auf das eigene Lebensumfeld. Sie bewegen sich zwischen abstrakter und figurativer Kunst und sind insbesondere vom Dadaismus und der Postmoderne seit 1970 beeinflusst.
Seit 2006 betreibt Eichwald den Blog uhutrust.com, auf dem sie Fotos und Texte teilt. Seit dem Sommersemester 2021 hat sie eine Professur an der Akademie der Bildenden Künste Wien für abstrakte Malerei inne.

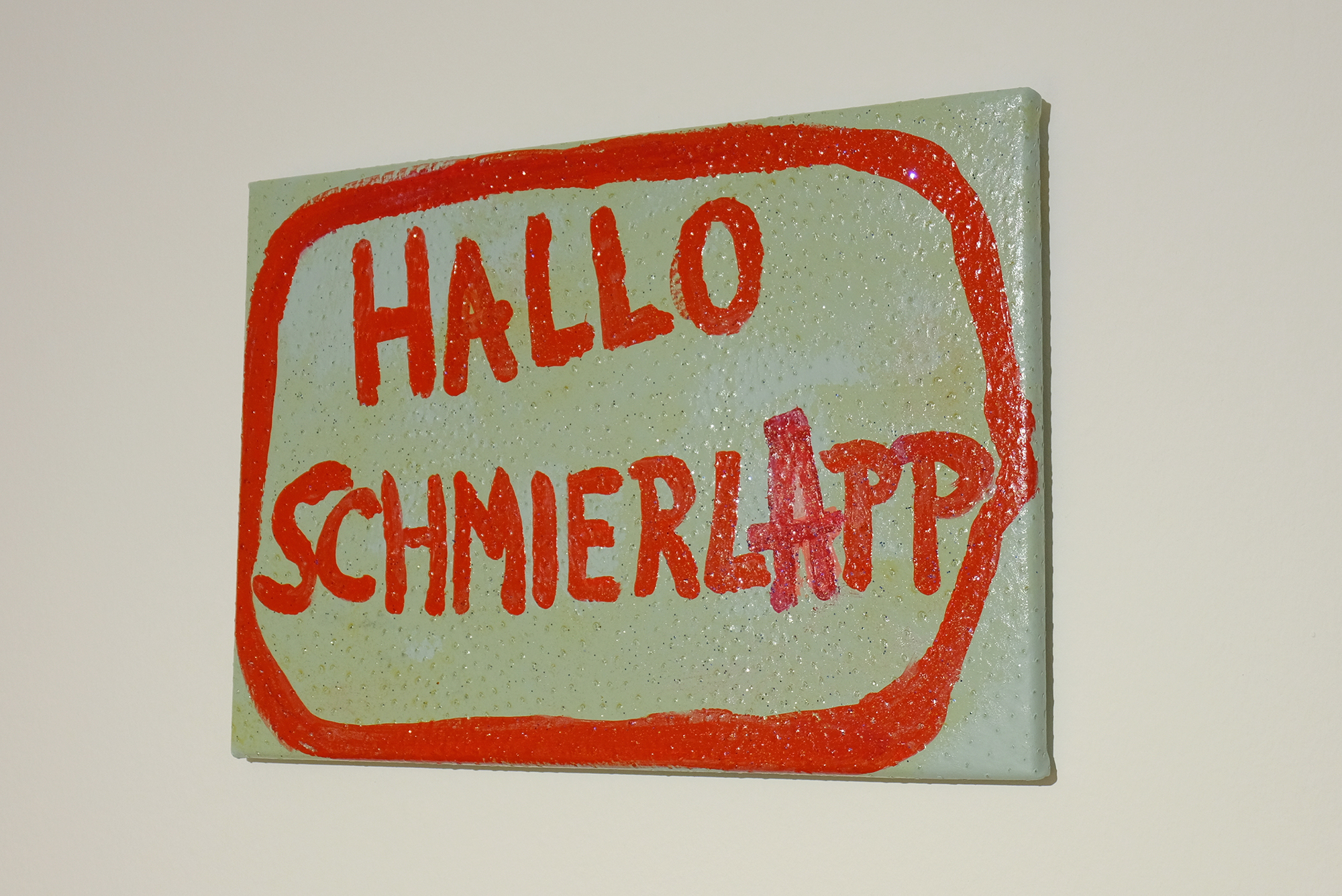
„Hallo Schmierlapp“ (2018)
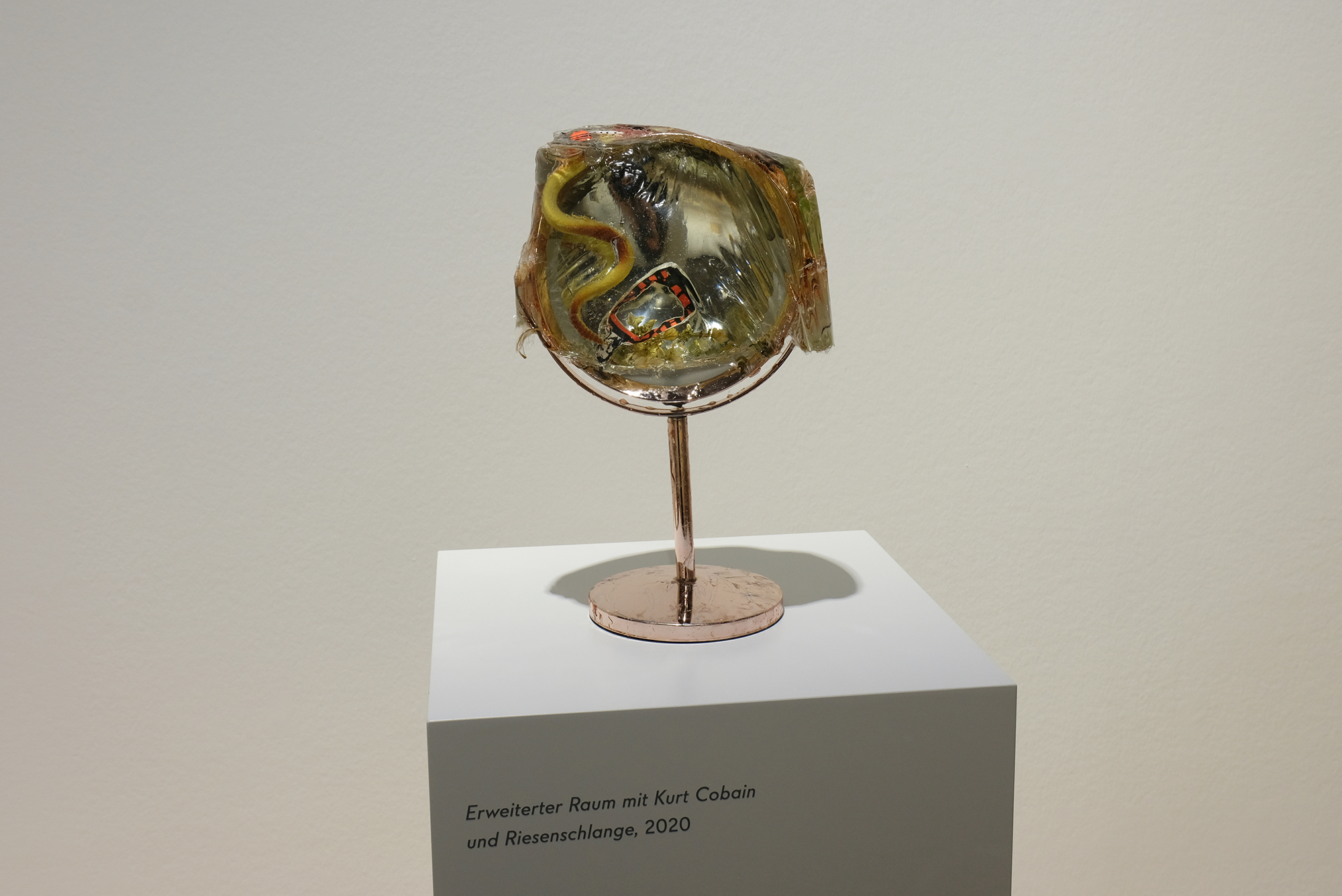
„Erweiterter Raum mit Kurt Cobain und Riesenschlange“ (2018)
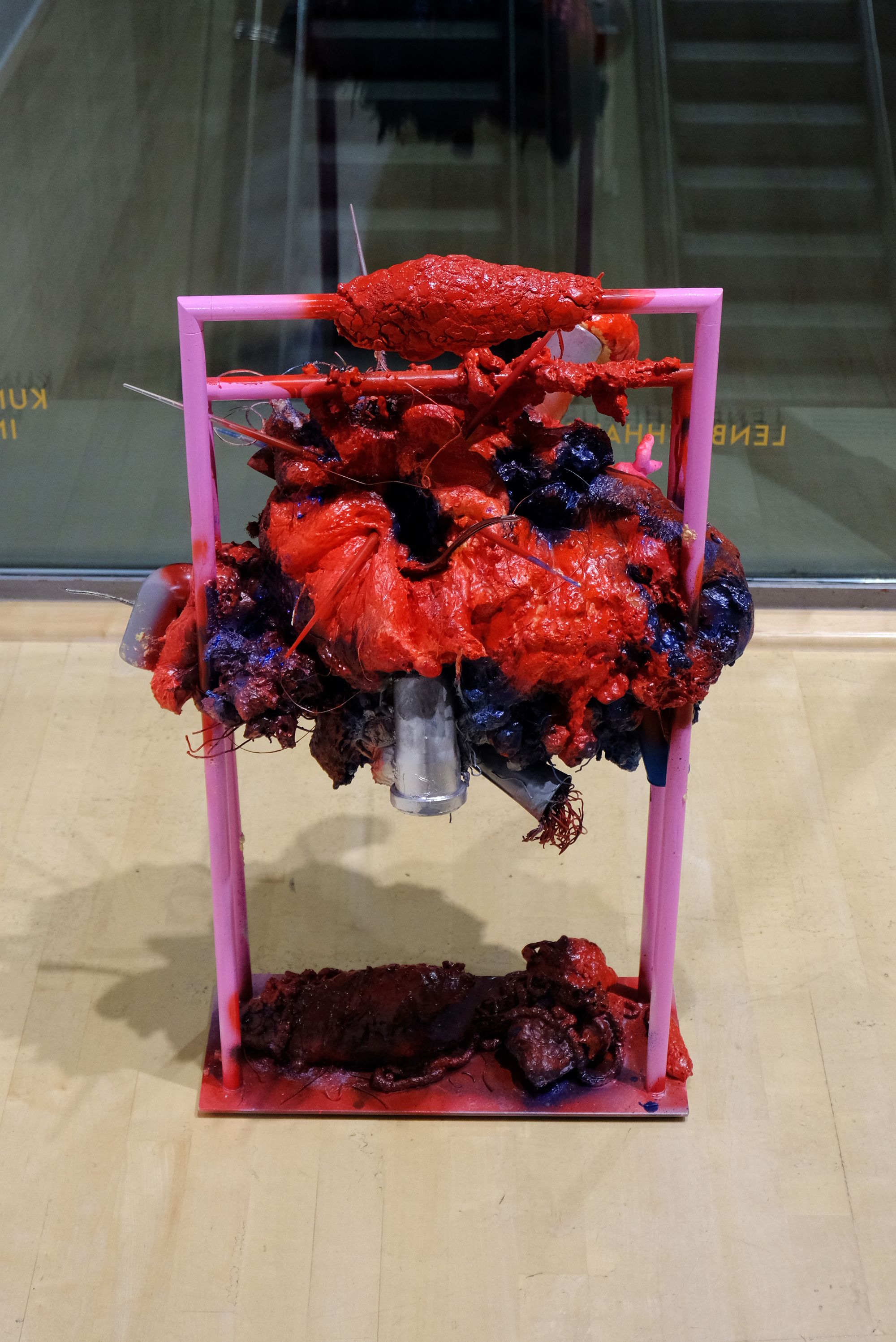
„Fragmentkörper I“ (2019)
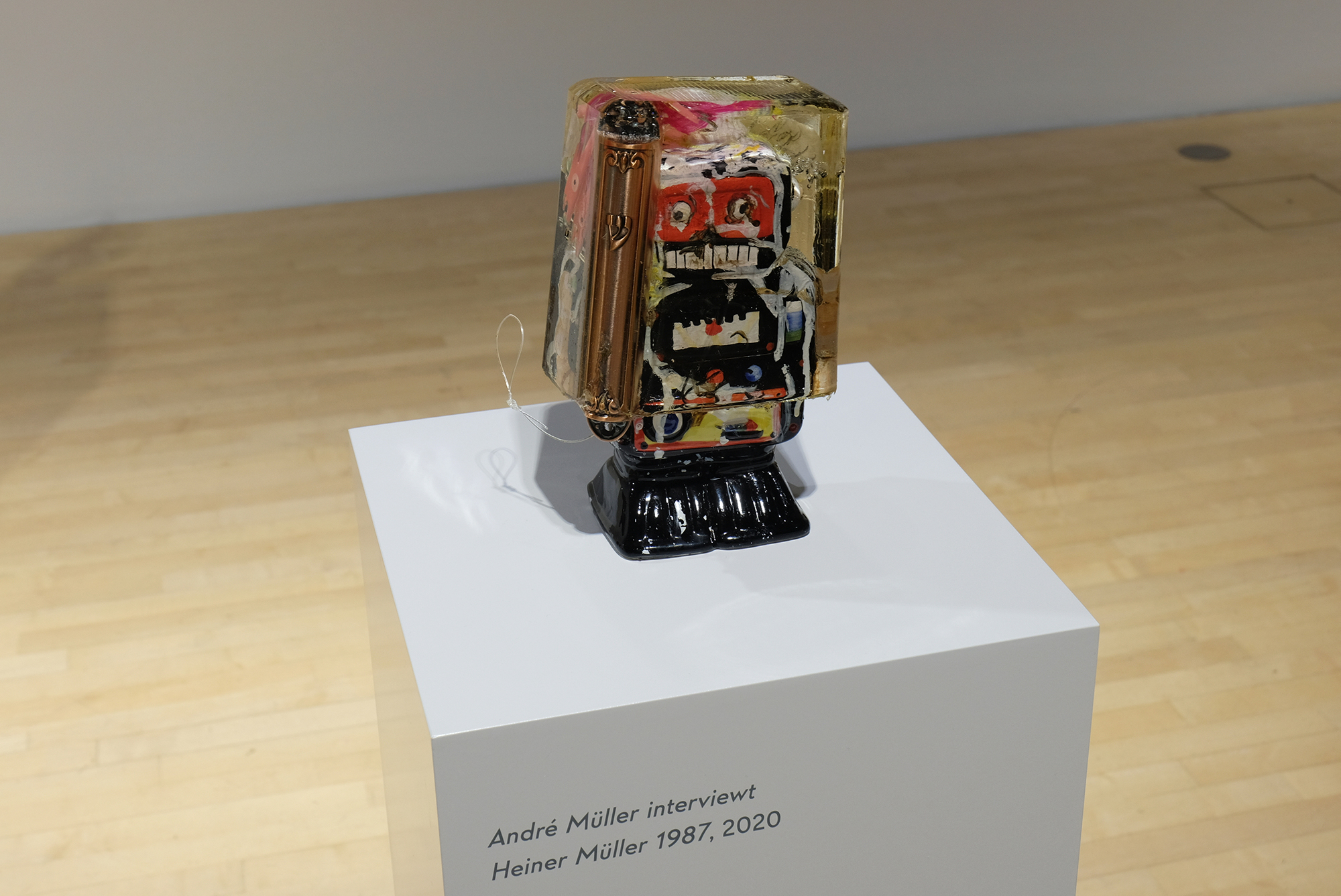
„André Müller interviewt Heiner Müller 1987“ (2020)
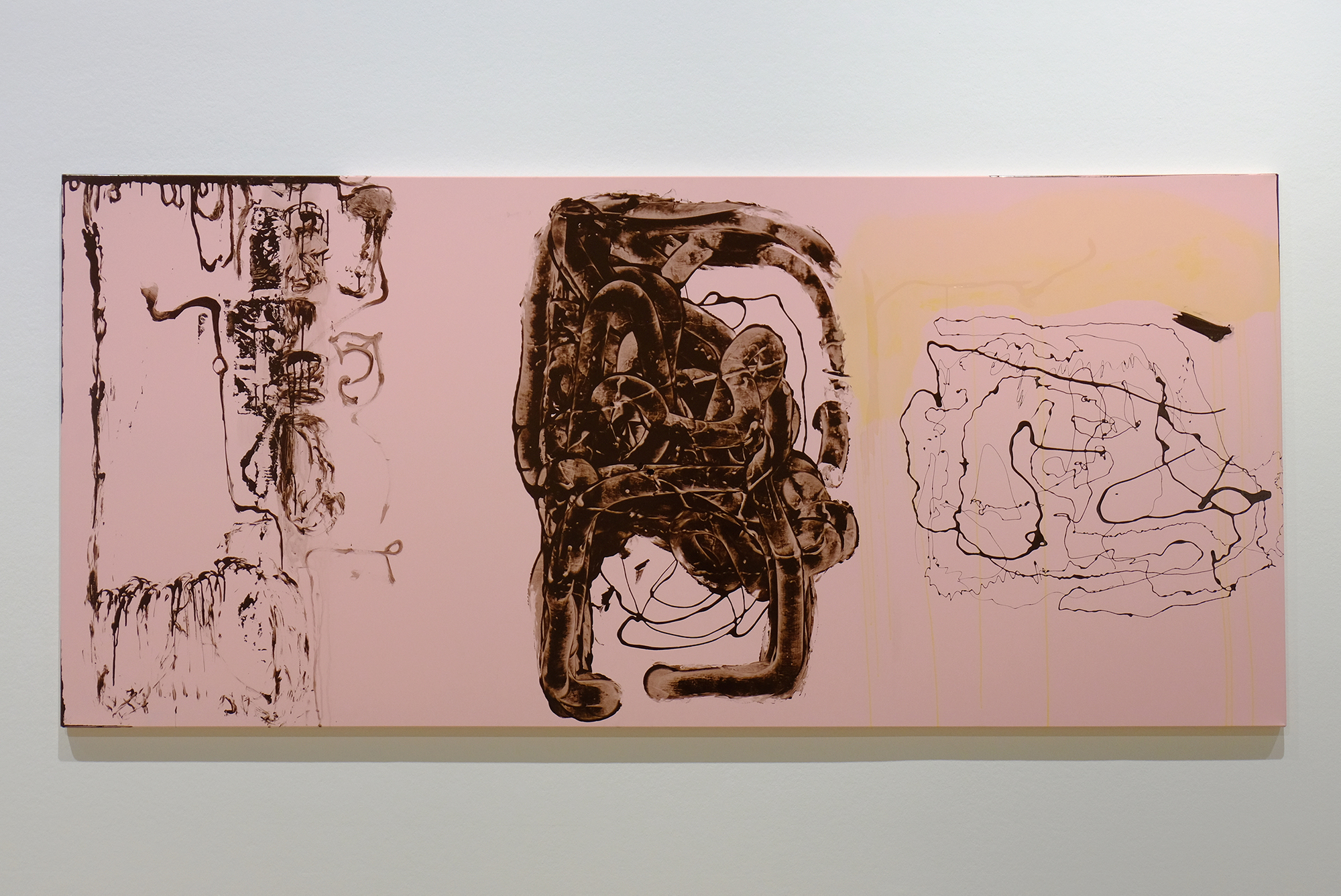
„Kölner Morphologie“ (2020)

## Ausstellungen (Auswahl)

### Einzelausstellungen
- 1997: Galerie Daniel Buchholz, Köln
- 2000: Ich kann nicht zulassen, dass eine Differenz auftritt zwischen dem, was ich bejahe und dem, was ich verneine. Kunstverein Braunschweig
- 2007: Vilma Gold, London
- 2008: Ergriffenes Dasein, Artist, Writer Mentalist. Reena Spaulings Fine Art, New York
- Projektion. European Kunsthalle c/o Ebertplatz, Köln
- 2014: Der Aron Schreckmuster Preis. Palais de Tokyo, Paris[14]
- 2015: Gesellschaft III. Bamberger Kondition. Villa Concordia, Bamberg[15]
- 2015: quo vadis gnothi sauton und cui bono. Overduin & Co., Los Angeles[16]
- 2016: Absolution. Silberkuppe, Berlin[17]
- 2017: Frank. Reena Spaulings, New York[18]
- 2018: SEID IHR DOOF ODER WAS?!???! Werke aus 20 Jahren. Kunstverein Schwerin[9]
- 2018: Popanz Moloch Muff und Puff. Maureen Paley, London[19]
- 2018: Suchende soll dahin gehen. Isabella Bortolozzi, Berlin
- 2019: Kartoffelschälgruppe Fragmentkörper. Morena di Luna, Maureen Paley, Hove[20]
- 2019: bitte abholen und wegbringen. dependance, Brüssel[21]
- 2020/21: Michaela Eichwald. Städtische Galerie im Lenbachhaus München[22]
- 2020/21: Michaela Eichwald. Walker Art Center, Minneapolis[10]
- 2021/22: Auf das Ganze achten und gegen die Tatsachen existieren, Kunsthalle Basel[23]
- 2023: Michaela Eichwald. Freie Bahn ins Glück, Neue Galerie Gladbeck

### Gruppenausstellungen
- 2006: Operation am offenen Pferd. Kölnischer Kunstverein, Köln
- 2007: Ich hätte durchaus die Kraft, gar nichts zu tun, Kunstverein in Hamburg
- 2010: BigMinis. Fetishes of Crisis. CAPC Museum für zeitgenössische Kunst von Bordeaux
- 2013: Some End of Thing. Kunstmuseum Basel Gegenwart
- 2014: The Forever Now: Contemporary Painting in an Atemporal World. MoMA, New York
- 2014: 8. Berlin Biennale
- 2015: Painting 2.0: Expression in the Information Age, Museum Brandhorst, München
- 2015: Raw And Delirious, Kunsthalle Bern
- 2015: Künstler und Dichter. Wiener Secession
- 2017: Painting 2.0, Mumok, Wien
- 2017: Rennes Biennale
- 2018: Michaela Eichwald, Stefan Tcherepnin + Sanity. Jo Brand, Glasgow[24]

## Veröffentlichungen
- Gewärtigen gegenwärtigen. 10 Jahre sind kein Tag. Ausgewählte Beiträge 1989–1999 b_books Verlag, Berlin 2000, ISBN 3-933557-16-X
- Flower Photo Colouring, Rookie Books, Basel 2024, ISBN 978-3-9525690-2-3